# Ciofeni
Ciofeni – wieś w Rumunii, w okręgu Vaslui, w gminie Zăpodeni. W 2011 roku liczyła 157 mieszkańców.